# Player (film)
Player är en svensk dramafilm från 2012 i regi av Olof Leth. I rollerna ses bland andra Leth, Alexandra Dahlström och Simon J. Berger.

## Handling
Victor är en player. Under en vanlig utekväll träffar han sitt livs kärlek och kvällen tar en ny vändning. Problem uppstår dock när Mange lägger sig i.

## Rollista
- Olof Leth – Victor
- Alexandra Dahlström – Amanda
- Simon J. Berger – Mange Tidbeck
- Nanna Blondell – Klara
- Alexander Öhrstrand – Alex Barnekow
- Frida Beckman – Emma
- Simon Norrthon – Greger
- Matias Varela – kille med cigarett

## Om filmen
Player producerades av Malin Idevall och Erik Lundqvist och spelades in efter ett manus av Leth. Filmen fotades av Gabriel Mkrttchian och klipptes av Julian Antell. Den premiärvisades den 15 november 2012 på Stockholms filmfestival och visades 2013 i Sveriges Television.